# Machtum
Machtum är en ort i Luxemburg.   Den ligger i distriktet Grevenmacher, i den sydöstra delen av landet, 22 kilometer öster om huvudstaden Luxemburg. Machtum ligger 202 meter över havet och antalet invånare är 304.
Terrängen runt Machtum är kuperad österut, men västerut är den platt. Machtum ligger nere i en dal.  Närmaste större samhälle är Grevenmacher, 2,2 kilometer norr om Machtum. 
Omgivningarna runt Machtum är en mosaik av jordbruksmark och naturlig växtlighet. Runt Machtum är det ganska tätbefolkat, med 129 invånare per kvadratkilometer.